# Saut en hauteur féminin aux Jeux olympiques d'été de 2008
Navigation
Athènes 2004 Londres 2012
Le concours du saut en hauteur féminin aux Jeux olympiques de 2008 s'est déroulée les 21 août pour les qualifications et 23 août 2008 pour la finale, dans le Stade national de Pékin.
Les limites de qualifications étaient de 1,95 m pour la limite A et de 1,91 m pour la limite B. 
Tia Hellebaut remporte la seule médaille d'or de la Belgique durant ces Jeux, avant la disqualification du relais 4 × 100 mètres russe féminin où le relais Belge remportait l'argent. Anna Chicherova, qui se classe troisième du concours, est finalement disqualifiée pour dopage en octobre 2016. C'est sa compatriote Yelena Slesarenko qui aurait dû récupérer la médaille de bronze mais celle-ci est disqualifiée à son tour le 17 novembre suivant avec l'Ukrainienne Vita Palamar, initialement 5e. C'est donc l'Américaine Chaunté Lowe, 6e, qui récupère la médaille.

## Records
Avant cette compétition, les records dans cette discipline étaient les suivants :
| Record du monde  | 2,09 m | Stefka Kostadinova | Bulgarie | 30 août 1987 | Rome    |
| Record olympique | 2,06 m | Yelena Slesarenko  | Russie   | 28 août 2004 | Athènes |

## Médaillées
| Or            | Argent        | Bronze       |
| Tia Hellebaut | Blanka Vlašić | Chaunté Lowe |

## Résultats

### Finale (23 août)
| Rang               | Athlète               | Nationalité | 1.85 | 1.89 | 1.93 | 1.96 | 1.99 | 2.01 | 2.03 | 2.05 | 2.07 | Résultat | Note |
| ------------------ | --------------------- | ----------- | ---- | ---- | ---- | ---- | ---- | ---- | ---- | ---- | ---- | -------- | ---- |
| Médaille d'or      | Tia Hellebaut         | Belgique    | o    | o    | o    | o    | xo   | xo   | xo   | o    | x-   | 2.05     | NR   |
| Médaille d'argent  | Blanka Vlašić         | Croatie     | o    | o    | o    | o    | o    | o    | o    | xo   | xxx  | 2.05     |      |
| Médaille de bronze | Chaunte Lowe          | États-Unis  | o    | o    | xo   | xo   | xxo  | xxx  |      |      |      | 1.99     | SB   |
| 4                  | Ariane Friedrich      | Allemagne   | o    | —    | o    | o    | xxx  |      |      |      |      | 1.96     |      |
| 4                  | Ruth Beitia           | Espagne     | o    | o    | o    | o    | xxx  |      |      |      |      | 1.96     |      |
| 6                  | Emma Green-Tregaro    | Suède       | o    | o    | o    | xxo  | xxx  |      |      |      |      | 1.96     | SB   |
| 7                  | Marina Aitova         | Kazakhstan  | o    | o    | o    | xxx  |      |      |      |      |      | 1.93     |      |
| 7                  | Antonietta Di Martino | Italie      | o    | o    | o    | xxx  |      |      |      |      |      | 1.93     |      |
| 9                  | Iva Straková          | Tchéquie    | o    | o    | xxo  | xxx  |      |      |      |      |      | 1.93     |      |
| 9                  | Vita Styopina         | Ukraine     | o    | o    | xxo  | xxx  |      |      |      |      |      | 1.93     |      |
| 11                 | Svetlana Shkolina     | Russie      | o    | xo   | xxo  | xxx  |      |      |      |      |      | 1.93     |      |
| 12                 | Romana Dubnová        | Tchéquie    | o    | xo   | x-   |      |      |      |      |      |      | 1.89     |      |
| DSQ                | Anna Chicherova       | Russie      | o    | o    | o    | xo   | xxo  | o    | o    | xxx  |      | DSQ      |      |
| DSQ                | Yelena Slesarenko     | Russie      | o    | o    | xo   | xo   | xo   | xo   | xxx  |      |      | DSQ      |      |
| DSQ                | Vita Palamar          | Ukraine     | o    | o    | o    | xo   | xo   | xx-  | x    |      |      | DSQ      |      |

### Qualifications (21 août)
32 athlètes sont inscrites à ce concours, elles seront réparties dans deux séries. La limite de qualification est fixée à 1,96 m ou au moins les douze meilleurs sauts.
À noter que, du fait des conditions météorologiques (pluie), les commissaires des qualifications du saut en hauteur féminin ont décidé d'arrêter les éliminatoires après la barre à 1,93 m, ce qui qualifie 15 athlètes pour la finale.
| 1  | Belgique    | Tia Hellebaut         | 1,93 m |    | o   | o   | o   |
| 2  | Allemagne   | Ariane Friedrich      | 1,93 m |    | o   | xo  | o   |
| 3  | Russie      | Svetlana Shkolina     | 1,93 m | o  | o   | o   | xo  |
| 4  | Ukraine     | Vita Palamar          | 1,93 m |    | o   | o   | xo  |
| 5  | Russie      | Anna Chicherova       | 1,93 m | o  | o   | xo  | xo  |
| 6  | Tchéquie    | Romana Dubnova        | 1,93 m | o  | xo  | o   | xxo |
| 7  | Nigeria     | Doreen Amata          | 1,89 m | o  | o   | o   | xxx |
| 8  | Ouzbékistan | Svetlana Radzivil     | 1,89 m | o  | xo  | o   | xxx |
| 9  | États-Unis  | Amy Acuff             | 1,89 m | o  | o   | xo  | xxx |
| 10 | Chine       | Zheng Xingjuan        | 1,89 m | xo | o   | xxo | xxx |
| 11 | Lituanie    | Karina Vnukova        | 1,85 m | o  | o   | xxx |     |
| 12 | États-Unis  | Sharon Day            | 1,85 m | xo | o   | xxx |     |
| 13 | Grèce       | Adonía Steryíou       | 1,85 m | xo | o   | xxx |     |
| 14 | Kazakhstan  | Yekaterina Yevseyeva  | 1,85 m | o  | xxo | xxx |     |
| 15 | Thaïlande   | Noengrothai Chaipetch | 1,80 m | o  | xxx |     |     |
| 16 | Moldavie    | Inna Gliznuta         | 1,80 m | o  | xxx |     |     |

| Rang | Pays         | Athlète               | Hauteur       | Par hauteur | Par hauteur | Par hauteur | Par hauteur | Par hauteur |
|      |              |                       |               | 1,80        | 1,85        | 1,89        | 1,93        |             |
| ---- | ------------ | --------------------- | ------------- | ----------- | ----------- | ----------- | ----------- | ----------- |
| 1    | Ukraine      | Vita Styopina         | 1,93 m        | o           | o           | o           | o           |             |
| 2    | Espagne      | Ruth Beitia           | 1,93 m        | o           | o           | o           | o           |             |
| 3    | Kazakhstan   | Marina Aitova         | 1,93 m        | o           | o           | o           | o           |             |
| 4    | Italie       | Antonietta Di Martino | 1,93 m        | xo          | o           | o           | o           |             |
| 5    | Tchéquie     | Iva Straková          | 1,93 m        | o           | o           | xxo         | o           |             |
| 6    | États-Unis   | Chaunte Howard        | 1,93 m        | o           | o           | o           | xo          |             |
| 7    | Croatie      | Blanka Vlašić         | 1,93 m        | o           | o           | o           | xo          |             |
| 8    | Suède        | Emma Green            | 1,93 m        | o           | o           | o           | xxo         |             |
| 9    | Russie       | Elena Slesarenko      | 1,93 m        | o           | o           | xo          | xxo         |             |
| 10   | France       | Melanie Skotnik       | 1,89 m        | o           | o           | o           | xxx         |             |
| 11   | Canada       | Nicole Forrester      | 1,89 m        | o           | o           | xo          | xxx         |             |
| 12   | Estonie      | Anna Iljuštšenko      | 1,89 m        | o           | xxo         | o           | xxx         |             |
| 13   | Ouzbékistan  | Nadejda Dusanova      | 1,85 m        | xxo         | o           | xxx         |             |             |
| 14   | Sainte-Lucie | Levern Spencer        | 1,85 m        |             | xo          | xxx         |             |             |
| 15   | Kirghizistan | Tatyana Efimenko      | Pas de marque |             |             |             |             |             |
| 16   | Mexique      | Romary Rifka          | Pas de marque |             |             |             |             |             |